# Fast & Furious
Fast & Furious (bra: Velozes e Furiosos 4; prt: Velozes e Furiosos)  é um filme de ação americano de 2009, dirigido por Justin Lin e escrito por Chris Morgan. É o quarto filme da franquia The Fast and the Furious. A trama se conecta com o filme original da série, no qual Vin Diesel, Paul Walker, Michelle Rodriguez e Jordana Brewster estão retomando com seus personagens. Em Fast & Furious, Dominic Toretto (Diesel) e o agente do FBI Brian O'Conner (Walker) são forçados a trabalhar juntos para vingar o assassinato da amante de Toretto, Letty Ortiz (Rodriguez), e prender o traficante Arturo Braga (John Ortiz).
A produção de um quarto filme da franquia The Fast and the Furious foi anunciado em julho de 2007, com os retornos de Diesel, Walker, Rodriguez e Brewster confirmados logo em seguida. Para compensar as ausências do elenco em qualquer um dos dois filmes anteriores, o filme foi desenvolvido para colocar The Fast and the Furious: Tokyo Drift (2006) como ocorrendo além dos eventos de Fast & Furious, enquanto o curta-metragem Los Bandoleros (2009) foi produzido e lançado. As filmagens tiveram início em fevereiro de 2008 e foram concluídas em julho, com locações incluindo Los Angeles e a República Dominicana.
O filme foi lançado nos Estados Unidos e no Brasil em 3 de abril de 2009 e em Portugal no dia 16 de abril de 2009. Foi recebido com críticas mistas, obtendo elogios por reunir o elenco original e as sequências de ação, mas críticas por seu roteiro. Fast & Furious arrecadou mais de US$ 360 milhões em todo o mundo, superando as expectativas de se tornar o filme de maior bilheteria da franquia; o filme arrecadou US$ 72,5 milhões em todo o mundo durante seu fim de semana de estreia, se tornando a estreia mundial de maior bilheteria num fim de semana de primavera, até o lançamento de Alice no País das Maravilhas em 2010. Foi seguido por Fast Five em 2011.

## Enredo
Cinco anos após deixar Los Angeles, Dominic Toretto e sua nova equipe, Letty, "Teddy", Omar Santos, Cara Mirtha e Han Lue, estão roubando tanques de combustível na República Dominicana. Dominic começa a suspeitar das investigações do FBI e deixa Letty com Mia Toretto, a fim de protegê-la do perigo. Várias semanas depois, na Cidade do Panamá, Dominic recebe um telefonema de Mia, dizendo que Letty havia sofrido um acidente de carro, e logo após isso, foi assassinada por Fenix Calderon. Dominic volta para Los Angeles para o velório de Letty (onde teve de ficar escondido por causa da polícia), e a noite, ele e Mia vão ao local do acidente de Letty. Dominic encontra vestígios de nitrometano. Ele então vai ao encontro do mecânico para força-lo a lhe dar o nome de David Park, o homem que utilizou o nitrometano.
Enquanto isso, o agente do FBI Brian O'Conner está tentando rastrear o traficante Arturo Braga, e sua busca o leva a David Park. Enquanto isso, Dominic corre atrás de Park até o seu apartamento, e chegando lá, o trava para fora da janela por seus tornozelos antes de deixa-lo cair. Brian salva Park antes que Dominic o deixe cair e se torna o novo informante do FBI. Park diz a Brian que haverá uma corrida de rua em Los Angeles. Ele e Dominic vão a corrida, e para participar, ele escolhe um  Nissan Skyline GT-R R34 a partir de um lote de carros apreendidos, enquanto Dominic, escolhe um Chevrolet Chevelle SS 1970. Gisele, a informante de Braga, revela que o primeiro piloto a terminar a corrida, irá trabalhar para Braga, transportando heroína entre a Fronteira México-Estados Unidos. Dominic ganha a corrida após fazer uma Manobra P.I.T. em Brian, fazendo-o perder o controle. Brian então usa o seu poder como agente do FBI para prender um outro piloto, Dwight Mueller, que havia ganho uma corrida anterior, tomando assim o seu lugar na equipe.
No dia seguinte, a equipe se encontra com um dos homens do Braga. Eles então atravessam a fronteira usando túneis subterrâneos para evitar a detecção. Brian tinha conhecimento prévio que, depois que a heroína fosse entregue, Braga mandaria que seus capangas os matassem. No entanto, Dominic descobre que era Fenix que havia matado Letty. Depois de um tenso impasse, Dominic detona seu carro com nitro para distrair os homens de Braga enquanto Brian rouba um Hummer com US$ 60.000.000 em heroína. Brian e Dominic dirigem de volta para os Estados Unidos e escondem a heroína em um lote de apreensões de veículos da polícia, onde Brian pega um Subaru Impreza WRX STI modificado. Mais tarde, Dominic descobre que Brian foi a última pessoa a entrar em contato com Letty antes de sua morte. Dominic tem um ataque de fúria e ataca Brian enquanto este conversava com Mia. Enquanto era atacado por Dominic, Brian conta que Letty estava trabalhando disfarçada no rastreamento de Braga e em troca disso ele limparia o nome de Dom. Brian diz aos seus superiores que ele vai atrair Braga para uma armadilha, forçando-o a mostrar-se pessoalmente para trocar o dinheiro pela heroína, e em troca pede o perdão dos crimes de Toretto. No local da troca, quem aparece é Ramon Campos, afirmando ser "Braga", revelando-se como um chamariz, enquanto que o Braga real escapa, fugindo para o México.
Brian e Dominic viajam por conta própria para o México para pegar Braga. Eles o encontram em uma igreja e o colocam sobre custódia. Os capangas de Braga descem para resgatar o seu líder, enquanto Brian e Dominic fogem em seus carros pelos túneis subterrâneos de volta para os Estados Unidos. Depois de alguns capangas de Braga morrerem, Brian sofre um acidente no final do túnel provocado por Fenix e acaba ferido. Prestes a ser assassinado, curiosamente da mesma forma e pelo mesmo assassino que Letty, Dominic (que havia saltado de seu Dodge Charger 1970 para um Chevrolet Camaro 1970 de um dos capangas de Braga, que por sua vez morreu na explosão do outro carro) atropela e mata Fenix. Enquanto a polícia americana chega, Brian diz para Dominic fugir, mas este se recusa a ir, dizendo que não tem mais para porquê fugir.
Mesmo com Brian entrando com um pedido de clemência pela pena de Dominic, o juiz o condena a 25 anos de prisão. Enquanto Dominic e outros presos são levados em um ônibus para a Penitenciária Lompoc, Brian e Mia, junto com Leo e Omar (que o ajudavam nos roubos de combustível na República Dominicana), chegam em seus carros para interceptar o ônibus (levando assim para a cena inicial de Fast Five).

## Elenco
| Ator / Atriz       | Personagem             |
| ------------------ | ---------------------- |
| Vin Diesel         | Dominic "Dom" Toretto  |
| Paul Walker        | Brian O'Conner         |
| Michelle Rodriguez | Letty Ortiz            |
| Jordana Brewster   | Mia Toretto            |
| John Ortiz         | Campos                 |
| Laz Alonso         | Fenix Rise             |
| Jack Conley        | Penning                |
| Shea Wigham        | Agente Ben Stasiak     |
| Liza Lapira        | Agente Sophie Thrin    |
| Sung Kang          | Han Lue                |
| Greg Cipes         | Dwight                 |
| Wilmer Calderon    | Tash                   |
| Tego Calderon      | Tego                   |
| Gal Gadot          | Gisele                 |
| Don Omar           | Don Omar               |
| Ron Yuan           | David Park             |
| Joe Hursley        | Virgil                 |
| Brandon T. Jackson | Motorista da BMW       |
| Jimmy Lin          | Agente do FBI 01       |
| Assaf Cohen        | Agente da Fronteira 01 |
| Loren Lazerine     | Agente da Fronteira 02 |
| Jason L. Davis     | Capanga dos Campos     |
| Breon Ansley       | Assistente do FBI      |
| Lou Beatty Jr.     | Juiz                   |

## Produção
Os carros de Fast & Furious foram construídos em San Fernando Valley, no sul da Califórnia. Cerca de 240 carros foram construídos para o filme. No entanto, as réplicas dos veículos não correspondiam às especificações que deveriam representar. Por exemplo, a versão réplica de F-Bomb, um Chevrolet Camaro 1973 construído por David Freiburger da Hot Rod Magazine, trazia um motor V8 com 300 hp e uma transmissão automática de 3 velocidades, enquanto que o carro real incluiu um twin-turbo, gerando 1.500 cv de potência e uma transmissão de 5 velocidades.
O Dodge Charger 426 Hemi R/T que foi usado no filme original era um 1970, mas o carro neste filme foi um Dodge Charger R/T 426 Hemi de 1969, com uma grade frontal ligeiramente modificada para aparecer como um carro de 1970. O Dodge Charger original estava em pedaços, sendo totalmente desmontado para restauração.
Os veículos mais radicais construídos para o filme foram os caminhões Chevy construídos para o roubo de combustível. Alimentado por um grande bloco de motores 502ci GM, o 67" Chevy, teve uma gigante suspensão escada-bar com air-bags, usando um enorme eixo traseiro semi de 10 Toneladas, com os pneus de caminhões maiores e mais amplos que puderam encontrar. O 88" Crew Cab Chevy foi construído com gêmeo totalmente flutuante GM 1-ton, com poder de transferência em ambos os eixos, capazes de realizarem burn-outs nas quatro rodas.

## Recepção

### Comercial
Em seu primeiro dia de lançamento, Fast & Furious arrecadou US$ 30,6 milhões e alcançou o primeiro lugar nas bilheterias de fim de semana com US$ 72,5 milhões, mais do que Tokyo Drift arrecadou em toda a sua exibição doméstica. O filme teve o sexto maior fim de semana de estreia de 2009 e foi o dobro do que a maioria dos observadores da indústria esperava. Além disso, superou o recorde de The Lost World: Jurassic Park por ter o maior fim de semana de estreia de qualquer filme da Universal Pictures.
O filme também deteve o recorde de fim de semana de estreia de maior bilheteria em abril e de qualquer filme com temática envolvendo automóveis ao superar Carros, que arrecadou US$ 60,1 milhões. Ambos os recordes foram quebrados dois anos depois por Fast Five, que arrecadou US$ 86,2 milhões. Fast & Furious também detinha o recorde de maior fim de semana de abertura para um lançamento na primavera, até ser quebrado por Alice no País das Maravilhas, de Tim Burton, em 2010. Seu faturamento mundial no fim de semana de estreia foi de US$ 102,6 milhões com US$ 7,2 milhões vindos do Reino Unido, US$ 8,6 milhões da Rússia, US$ 6 milhões na França e US$ 3 milhões da Alemanha.
O filme encerrou seu circuito nos cinemas em 2 de julho de 2009, com um faturamento bruto de US$ 155,1 milhões nos Estados Unidos e Canadá, e US$ 205,3 milhões internacionalmente, para um total mundial de US$ 360,4 milhões, tornando-se o 17º filme de maior bilheteria de 2009.

### Crítica
Fast & Furious tem recepção mista por parte da crítica especializada. Com uma taxa de aprovação 27% com base em 172 críticas, o Rotten Tomatoes chegou ao seguinte consenso crítico: "Enquanto Fast & Furious apresenta a ação e acrobacias requisitas, os cineastas não conseguiram fornecer uma história competente ou personagens convincentes"; por parte da audiência do site, o filme tem 68% de aprovação. No Metacritic, o filme possui a pontuação 45/100 com base em 27 avaliações, indicando "críticas mistas ou médias". O público entrevistado pelo CinemaScore deu ao filme uma nota média "A−" em uma escala de A+ a F.
Roger Ebert, que deu críticas positivas aos filmes anteriores, considerou a história, o diálogo e a atuação superficiais: "Admiro a arte envolvida, mas o filme me deixa profundamente indiferente. Depois de três filmes anteriores da série, que foram transmutados em videogames, por que precisamos de uma quarta parte? Ah. Acabei de responder minha própria pergunta". Betsy Sharkey, crítico de cinema do jornal Los Angeles Times considerou-o um “estranho pedaço de nostalgia, onde, sem desculpas, os carros velozes ainda dominam e o combustível é queimado à vontade”. Escrevendo para o The Hollywood Reporter, Kirk Honeycutt chamou o filme de "a primeira verdadeira sequência da série por reunir as duas estrelas masculinas do filme original e por continuar a história do primeiro filme. Fast & Furious deve reacender a franquia".

## Trilha sonora
- 1. "Bang" - Rye Rye feat. M.I.A
- 2. "G-Stro" - Busta Rhymes
- 3. "Loose Wires" - Kenna
- 4. "Blanco" - Pitbull feat. Pharrell
- 5. "Krazy" - Pitbull feat. Lil' Jon
- 6. "You Slip, She Grip" - Pitbull feat. Tego Calderón
- 7. "Head Bust" - Shark City Click
- 8. "Bad Girls" - Pitbull feat. Robin Thicke
- 9. "Virtual Diva" - Don Omar
- 10. "La Isla Bonita" - Tasha
- 11. "Blanco (Spanish)" - Pitbull feat. Pharrell
- 12. "Bandolero" - Don Omar feat. Tego calderón